# Seth Green
Seth Gesshel Green, född 8 februari 1974 i Philadelphia i Pennsylvania, är en amerikansk skådespelare känd bland annat för rollfiguren Oz (Daniel Osbourne) i TV-serien Buffy och vampyrerna. 
Green började sin skådespelarkarriär redan som sexåring, och man kunde se honom som tioåring i filmen Hotel New Hampshire.
Han har även medverkat i filmer som The Italian Job, Rat Race och i alla filmer om Austin Powers. Seth gör rösten till Chris Griffin i Family Guy, och är en av skaparna bakom den animerade serien Robot Chicken. Han har redan hunnit med att medverka i snart 100 filmer. Som 13-åring spelade han Alyson Hannigans pojkvän i Min fru är en utomjording. Tio år senare vid 23 års ålder spelar han igen Alysons pojkvän i Buffy och vampyrerna. Seth Green har även medverkat i videospelen Mass Effect, Mass Effect 2 och Mass Effect 3, som piloten Jeff "Joker" Moreau.
Green har också medverkat upprepade gånger i serien Entourage som sig själv.

## Filmografi

### Filmer
| År   | Titel                                      | Roll                                     | Noter                             |
| ---- | ------------------------------------------ | ---------------------------------------- | --------------------------------- |
| 1984 | Billions for Boris                         | Benjamin 'Ape-Face' Andrews              |                                   |
| 1984 | Hotell New Hampshire                       | 'Egg' Berry                              |                                   |
| 1986 | Willy/Milly                                | Malcolm                                  |                                   |
| 1987 | Radio Days                                 | Joe                                      |                                   |
| 1987 | Can't Buy Me Love                          | Chuckie Miller                           |                                   |
| 1988 | Två systrar för mycket                     | Jason                                    |                                   |
| 1988 | Min fru är en utomjording                  | Fred Glass                               |                                   |
| 1990 | Missing Parents                            | Leo                                      |                                   |
| 1990 | Pump Up the Volume                         | Joey                                     |                                   |
| 1990 | Det                                        | Richie Tozier som ung (Beep Beep Richie) |                                   |
| 1991 | Our Shining Moment                         | Wheels                                   |                                   |
| 1992 | The Double 0 Kid                           | Chip                                     |                                   |
| 1993 | Ticks                                      | Tyler Burns                              |                                   |
| 1993 | Arcade                                     | Stilts                                   |                                   |
| 1993 | Airborne                                   | Wiley                                    |                                   |
| 1993 | The Day My Parents Ran Away                | Leo                                      |                                   |
| 1995 | Notes from Underground                     | Punk Neighbor                            |                                   |
| 1995 | Vit som synden                             | 3rd Youth at Hot Dog Stand               |                                   |
| 1996 | Till Gillian på hennes 37-årsdag           | Danny Green                              |                                   |
| 1997 | Boys Life 2                                | Homophobe 2                              | Segment: "Nunzio's Second Cousin" |
| 1997 | Austin Powers: Hemlig internationell agent | Scott Evil                               |                                   |
| 1998 | Alla var där                               | Kenny Fisher                             |                                   |
| 1998 | Enemy of the State                         | Selby                                    | Okrediterad roll                  |
| 1999 | Idle Hands                                 | Mick                                     |                                   |
| 1999 | Stonebrook                                 | Cornelius                                |                                   |
| 1999 | Austin Powers: The Spy Who Shagged Me      | Scott Evil                               |                                   |
| 2001 | Rock Star 101                              | Le'Von                                   | Kortfilm                          |
| 2001 | Svanen och trumpeten                       | Boyd                                     | Röstroll                          |
| 2001 | The Attic Expeditions                      | Douglas                                  |                                   |
| 2001 | Josie and the Pussycats                    | Travis (Du Jour band member)             |                                   |
| 2001 | America's Sweethearts                      | Danny Wax                                |                                   |
| 2001 | Sk(r)attjakten                             | Duane Cody                               |                                   |
| 2001 | Knockaround Guys                           | Johnny Marbles                           |                                   |
| 2002 | Austin Powers in Goldmember                | Scott Evil                               |                                   |
| 2003 | Party Monster                              | James St. James                          |                                   |
| 2003 | The Italian Job                            | Napster                                  |                                   |
| 2004 | Scooby-Doo 2: Monstren är lösa             | Patrick Wisely                           |                                   |
| 2004 | Without a Paddle                           | Dan Mott                                 |                                   |
| 2005 | Be Cool                                    | Shotgun (Music video producer)           | Okrediterad roll                  |
| 2005 | Stewie Griffin: The Untold Story           | Chris Griffin Olika karaktärer           | Röstroll                          |
| 2005 | The Best Man                               | Murray                                   |                                   |
| 2006 | Electric Apricot                           | Jonah "the taper guy"                    |                                   |
| 2006 | The TV Set                                 | Slut Wars Host                           |                                   |
| 2008 | Sex Drive                                  | Ezekiel                                  |                                   |
| 2009 | Old Dogs                                   | Craig White                              |                                   |
| 2011 | Milo mot Mars                              | Milo                                     | Motion capture                    |
| 2011 | The Story of Luke                          | Zack                                     |                                   |
| 2013 | Sexy Evil Genius                           | Zachary Newman                           |                                   |
| 2013 | I Know That Voice                          | Sig själv                                | Dokumentär                        |
| 2013 | The Identical                              | Dino                                     |                                   |
| 2014 | Guardians of the Galaxy                    | Howard the Duck                          | Röstroll (cameo)                  |
| 2014 | The Identical                              | Dino                                     |                                   |
| 2014 | Yellowbird                                 | Yellowbird                               | Röstroll                          |
| 2015 | Wrestling Isn't Wrestling                  | DX Fan                                   | Kortfilm                          |
| 2015 | Krampus                                    | Lumpy                                    |                                   |
| 2016 | Holidays                                   | Pete Gunderson                           |                                   |
| 2017 | The Lego Batman Movie                      | King Kong                                | Röstroll                          |
| 2017 | Guardians of the Galaxy Vol. 2             | Howard the Duck                          | Röstroll (cameo)                  |

### TV
| År               | Titel                                         | Roll                             | Noter                                                          |
| ---------------- | --------------------------------------------- | -------------------------------- | -------------------------------------------------------------- |
| 1984             | Young People's Specials                       | Charlie                          | Avsnitt: "Charlie's Christmas Secret"                          |
| 1985             | ABC Afterschool Special                       | Tommy Sanders                    | Avsnitt: "I Want to Go Home"                                   |
| 1985             | Berättelser från andra sidan                  | Timmy                            | Avsnitt: "Monsters in My Room"                                 |
| 1986             | Amazing Stories                               | Lance                            | Avsnitt: "The Sitter"                                          |
| 1986             | Spenser: For Hire                             | Andy Chandler                    | Avsnitt: "The Hopes and Fears"                                 |
| 1988             | The Facts of Life                             | Adam Brinkerhoff                 | 2 avsnitt                                                      |
| 1988             | Divided We Stand                              | Cody Gibbs                       | Misslyckad pilotavsnitt                                        |
| 1989             | Free Spirit                                   | Joey                             | Avsnitt: "Too Much of a Good Thing"                            |
| 1989             | Mr. Belvedere                                 | Louis                            | Avsnitt: "Big" och "Paper Mill"                                |
| 1990             | Life Goes On                                  | William Butler                   | Avsnitt: "The Spring Fling" och "The Visitor"                  |
| 1991             | Good & Evil                                   | David                            | 6 avsnitt                                                      |
| 1992             | Evening Shade                                 | Larry Phipps                     | Avsnitt: "Hasta la Vista"                                      |
| 1992             | En härlig tid                                 | Jimmy Donnelly                   | 2 avsnitt                                                      |
| 1992             | Batman: The Animated Series                   | Wizard                           | Röstroll; Avsnitt: "I Am the Night"                            |
| 1993             | Beverly Hills, 90210                          | Wayne                            | Avsnitt: "The Game Is Chicken"                                 |
| 1993             | The X-Files                                   | Emil                             | Avsnitt: "Deep Throat"                                         |
| 1993             | seaQuest DSV                                  | Mark "Wolfman"                   | Avsnitt: "Photon Bullet"                                       |
| 1994             | The Byrds of Paradise                         | Harry Byrd                       | 8 avsnitt                                                      |
| 1994             | Weird Science                                 | Lubec                            | Avsnitt: "Lisa's Virus"                                        |
| 1995             | Haunted Lives: True Ghost Stories             | Termite                          | Miniserie                                                      |
| 1995             | Step by Step                                  | Danny                            | Avsnitt: "Head of the Class"                                   |
| 1996             | Something So Right                            | Napoleon                         | Avsnitt: "Pilot"                                               |
| 1997             | Pearl                                         | Bob                              | Avsnitt: "Mission ImPearlsible"                                |
| 1997             | Mad About You                                 | Bobby Rubenfeld                  | Avsnitt: "Guardianhood"                                        |
| 1997             | The Drew Carey Show                           | The MC                           | Avsnitt: "That Thing You Don't"                                |
| 1997             | Temporarily Yours                             | David Silver                     | 6 avsnitt                                                      |
| 1997–2000        | Buffy och vampyrerna                          | Daniel "Oz" Osbourne             | 39 avsnitt                                                     |
| 1998             | Cybill                                        | Jaybo                            | Avsnitt: "Cybill Sheridan's Day Off"                           |
| 1999–2003, 2005– | Family Guy                                    | Chris Griffin Olika karaktärer   | Röstroll; Huvudroll                                            |
| 1999             | Angel                                         | Daniel "Oz" Osbourne             | Avsnitt: "In the Dark"                                         |
| 1999             | Saturday Night Live                           | Sig själv                        | Avsnitt: "Sarah Michelle Gellar/Backstreet Boys"               |
| 1999–2000        | Batman Beyond                                 | Nelson Nash, Dempsey             | Röstroll; 6 avsnitt                                            |
| 1999–2000        | 100 Deeds for Eddie McDowd                    | Eddie McDowd                     | Röstroll; 13 avsnitt                                           |
| 2000–2005        | Mad TV                                        | Brightling                       | 4 avsnitt                                                      |
| 2000             | Tucker                                        | Sig själv                        | 3 avsnitt                                                      |
| 2002             | Greg the Bunny                                | Jimmy Bender                     | 13 avsnitt                                                     |
| 2002             | Whatever Happened to Robot Jones?             | Olika karaktärer                 | Röstroll; 4 avsnitt                                            |
| 2003–2004        | That '70s Show                                | Mitch Miller                     | 5 avsnitt                                                      |
| 2003             | Aqua Teen Hunger Force                        | Sig själv                        | Röstroll; Avsnitt: "The Dressing"                              |
| 2005             | Punk'd                                        | Sig själv                        | Avsnitt: "1.5"                                                 |
| 2004             | Married to the Kellys                         | Dr. Jim Coglan                   | Avsnitt: "A Portrait of Susan"                                 |
| 2004–2007        | Crank Yankers                                 | Russel                           | Röstroll; 2 avsnitt                                            |
| 2004             | Sesame Street                                 | Vinny, Mr. Robinson              | 2 avsnitt                                                      |
| 2005             | Will & Grace                                  | Randall Finn                     | Avsnitt: "Company"                                             |
| 2005–2009        | American Dad!                                 | Olika karaktärer                 | Röstroll; 3 avsnitt                                            |
| 2005–            | Robot Chicken                                 | Olika karaktärer                 | Även medskapare, regissör, manusförfattare, exekutiv producent |
| 2006             | Four Kings                                    | Barry                            | 13 avsnitt                                                     |
| 2006             | Ned's Declassified School Survival Guide      | Dog                              | Röstroll; Avsnitt: "Guide to April Fool's Day and Excuses"     |
| 2006             | The Secret Policeman's Ball                   | Private Parts, Mt. Pink          | TV special                                                     |
| 2006             | Entourage                                     | Sig själv                        | 2 avsnitt                                                      |
| 2007             | Grey's Anatomy                                | Nick                             | 2 avsnitt/säsong 4                                             |
| 2007             | Robot Chicken: Star Wars                      | Olika karaktärer                 | TV special                                                     |
| 2008             | Reno 911!                                     | Rick the Manager                 | Avsnitt: "Undercover at Burger Cousin"                         |
| 2008             | My Name Is Earl                               | Buddy                            | Avsnitt: "The Magic Hour"                                      |
| 2008             | Entourage                                     | Sig själv                        | Avsnitt: "Seth Green Day"                                      |
| 2008             | Heroes                                        | Sam                              | 2 avsnitt                                                      |
| 2008–2009        | Seth MacFarlane's Cavalcade of Cartoon Comedy | Olika karaktärer                 | Röstroll; 3 avsnitt                                            |
| 2008             | Robot Chicken: Star Wars Episode II           | Olika karaktärer                 | TV special                                                     |
| 2009             | WWE Raw                                       | Värd/Sig själv                   | TV special                                                     |
| 2009–2010        | Star Wars: The Clone Wars                     | Todo 360, Ion Papanoida          | Röstroll; 4 avsnitt                                            |
| 2009             | Titan Maximum                                 | Olika karaktärer                 | Röstroll; även exekutiv producent                              |
| 2009             | The Cleveland Show                            | Chris Griffin                    | Röstroll; 2 avsnitt                                            |
| 2009             | The Venture Brothers                          | Lance Hale                       | Röstroll; Avsnitt: "Self-Medication"                           |
| 2010             | Warren The Ape                                | Sig själv                        | Avsnitt: "Amends"                                              |
| 2010             | Robot Chicken: Star Wars Episode III          | Olika karaktärer                 | TV special                                                     |
| 2011             | MAD                                           | Olika karaktärer                 | Röstroll; 3 avsnitt                                            |
| 2011             | Night of the Hurricane                        | Chris Griffin                    | Röstroll; TV special                                           |
| 2011             | Delete                                        | Lucifer                          | 2 avsnitt                                                      |
| 2012             | Phineas & Ferb                                | Monty Monogram, Pizza guy        | Röstroll; 3 avsnitt                                            |
| 2012             | Franklin and Bash                             | Jango                            | Avsnitt: "Jango and Rossi"                                     |
| 2012             | Dan Vs.                                       | Ahkenrah                         | Röstroll; Avsnitt: "The Mummy"                                 |
| 2012             | How I Met Your Mother                         | Daryl LaCorte                    | Avsnitt: "The Final Page"                                      |
| 2012–2013        | Holliston                                     | Gustavo                          | 2 avsnitt                                                      |
| 2012             | Comedy Central Roast of Roseanne Barr         | Roaster                          | TV special                                                     |
| 2012             | Robot Chicken DC Comics Special               | Olika karaktärer                 | TV special                                                     |
| 2012             | Family Guy: 200 Episodes Later                | Sig själv                        | TV special                                                     |
| 2013             | Conan                                         | Conan O'Brien                    | Avsnitt: "Occupy Conan: When Outsourcing Goes Too Far"         |
| 2013             | Men at Work                                   | Homeless Guy                     | Avsnitt: "Will Work for Milo"                                  |
| 2013–2014        | Dads                                          | Eli Sachs                        | 18 avsnitt                                                     |
| 2013–            | Hulk och agenterna K.R.O.S.S.A.               | Rick Jones/A-Bomb Rocket Raccoon | Röstroll; Huvudroll                                            |
| 2013             | Husbands                                      | The Officiant                    | Avsnitt: "I Do Over"                                           |
| 2014             | Avengers Assemble                             | Rocket Raccoon                   | Röstroll; Avsnitt: "Guardians and Space Knights"               |
| 2014–            | Teenage Mutant Ninja Turtles                  | Leonardo                         | Röstroll; Huvudroll (Säsong 3-, ersätter Jason Biggs)          |

### Datorspel
| År   | Titel                              | Roll                                  | Noter                                                                |
| ---- | ---------------------------------- | ------------------------------------- | -------------------------------------------------------------------- |
| 1992 | Make My Video                      | Band Member                           |                                                                      |
| 1994 | Playtoons                          | Sneetches, Peter T. Hooper, Crowd #1  | Video game: "Uncle Archibald" Video game: "The Secret of the Castle" |
| 1994 | Storybook Weaver                   | Olika karaktärer                      |                                                                      |
| 2004 | Storybook Weaver Deluxe            | Olika karaktärer                      |                                                                      |
| 2006 | Family Guy Video Game!             | Chris Griffin                         |                                                                      |
| 2007 | Mass Effect                        | Flight Lieutenant Jeff 'Joker' Moreau | Röstroll                                                             |
| 2010 | Mass Effect 2                      | Flight Lieutenant Jeff 'Joker' Moreau | Röstroll                                                             |
| 2012 | Mass Effect 3                      | Flight Lieutenant Jeff 'Joker' Moreau | Röstroll                                                             |
| 2012 | Family Guy: Back to the Multiverse | Chris Griffin                         |                                                                      |
| 2014 | Family Guy: The Quest for Stuff    | Chris Griffin                         |                                                                      |